# Karl von Borries
Karl Julius Wilhelm Leo von Borries (* 26. November 1854 in Bilstein (Lennestadt); † 3. März 1938 in Lüneburg) war ein preußischer General der Infanterie.

## Leben

### Herkunft
Karl war der Sohn von Adolf von Borries (1825–1888) und dessen Ehefrau Auguste, geborene Crome (1829–1910). Sein Vater war Oberförster, Kantonal-Polizeikommissar und Premierleiutnant a. D.

### Militärkarriere
Borries trat am 1. Oktober 1870 während des Deutsch-Französischen Krieges als Einjährig-Freiwilliger in die Preußische Armee ein und diente in der 1. Proviant-Kolonne des XI. Armee-Korps. Nach Beendigung des Krieges wurde er am 30. Juni 1871 zur Reserve entlassen.
Am 29. Januar 1872 trat Borries als Fahnenjunker in ein aktives Dienstverhältnis im Brandenburgischen Füsilier-Regiment Nr. 35. Hier wurde er kurz darauf am 15. August 1872 zum Fähnrich ernannt und am 12. April 1873 zum Sekondeleutnant befördert. Als solcher erfolgte zur weiteren Ausbildung vom 1. Oktober 1876 bis 23. Juli 1879 seine Kommandierung an die Kriegsakademie unter zwischenzeitlicher Versetzung in das Rheinische Jäger-Bataillon Nr. 8. Hier wurde Borries am 22. März 1881 Premierleutnant. Am 1. Mai 1882 folgte seine Kommandierung in den Großen Generalstab und seine Versetzung am 1. August 1882 unter Belassung in dieser Kommandierung in das Pommersche Jäger-Bataillon Nr. 2. Borries war vom 11. Februar 1886 bis zum 5. August 1887 im Garde-Jäger-Bataillon in Potsdam und wurde anschließend unter gleichzeitiger Beförderung zum Hauptmann Kompaniechef im Hessischen Jäger-Bataillon Nr. 11 in Marburg. Im Jahr darauf kehrte Borries in gleicher Funktion in das Garde-Schützen-Bataillon zurück und diente hier bis zum 29. Mai 1896. Anschließend wurde er als Major in das 1. Badische Leib-Grenadier-Regiment Nr. 109 nach Karlsruhe versetzt und hier zum Kommandeur des II. Bataillons ernannt. Am 17. Juni 1897 folgte Borries Versetzung nach Marburg, wo er bis zum 14. November 1904 das Kurhessische Jäger-Bataillon Nr. 11 kommandierte und man ihn zwischenzeitlich am 22. April 1902 zum Oberstleutnant beförderte. Dann wurde Borries nach Glogau versetzt und mit der Führung des 3. Posenschen Infanterie-Regiments Nr. 58 beauftragt. Mit seiner Beförderung zum Oberst am 27. Januar 1905 folgte die Ernennung zum Regimentskommandeur. Vier Jahre später gab Borries das Regiment ab, wurde Generalmajor und Kommandeur der 85. Infanterie-Brigade in Straßburg. Unter Verleihung des Charakters als Generalleutnant wurde er am 13. September 1911 Kommandant von Altona. In dieser Stellung war Borries zugleich Kommandant über die in Hamburg und Wandsbek stehenden Truppen.
Mit Ausbruch des Ersten Weltkriegs verblieb Borries zunächst auf seinem Dienstposten und wurde am 22. September 1914 Kommandeur der 33. Reserve-Infanterie-Brigade. Mit ihr nahm er in der Folgezeit an den Stellungskämpfen des IX. Reserve-Korps in Nordfrankreich teil. Am 3. März 1915 erhielt Borries das Patent zu seinem Dienstgrad sowie die Ernennung zum Kommandeur der neuaufgestellten 52. Infanterie-Division. Zunächst kam er mit seiner Division im Artois zum Einsatz, dann führte Borries den Großverband in der Schlacht an der Somme. Nach Beendigung der Schlacht verblieb sie noch einige Zeit im Stellungskrieg, wurde dann abgelöst und in ruhigere Stellungen im Oberelsass verlegt. Ab Mitte April 1917 kämpfte er an der Aisne und schließlich am Chemin des Dames. Für sein Wirken erhielt Borries im August 1917 den Stern zum Roten Adlerorden II. Klasse mit Eichenlaub und Schwertern.
Im November verlegte seine Division in die Champagne und bereitete sich auf die Deutsche Frühjahrsoffensive vor. Zu Beginn der Michael-Offensive am 21. März 1918 war die Division bei der 18. Armee an der Avre nördlich Montdidier und später auf dem linken Flügel der 7. Armee im Einsatz. Vom 27. Mai bis 3. Juni kämpfte Borries in der Schlacht bei Soissons und Reims mit und konnte mit seiner Division den gegnerischen Widerstand bei Juvincourt und am Wald von Viller überwinden, den dort liegenden Engländern schwere Verluste zufügen und weiter über die Aisne und den Aisne-Kanal vorrücken. In den kommenden Tagen legte Borries Division 50 km zurück und brachte neben zahlreichen Geschützen auch 6000 Gefangene ein, bevor sie am 2. Juni 1918 aus der Front gezogen wurde. Für seine Leistungen erhielt er daraufhin am 13. Juni 1918 die höchste preußische Tapferkeitsauszeichnung, den Orden Pour le Mérite.
Nach weiteren Kämpfen in Flandern und an der Arrasfront war die Division in der Schlacht bei Monchy-Bapaume. Danach zog sich Borries in die Siegfriedstellung zurück und erlitt bei den Abwehrkämpfen zwischen den Argonnen und der Maas schwere Verluste. Am 22. Oktober 1918 wurde Borries von seinem Posten abgelöst und zum Kommandierenden General des stellvertretenden II. Armee-Korps in Stettin ernannt.
Nach Kriegsende wurde Borries am 19. Dezember 1918 in Genehmigung seines Abschiedgesuches mit der gesetzlichen Pension zur Disposition gestellt und unter Verleihung des Charakters als General der Infanterie am 9. Januar 1920 verabschiedet. Das Rangdienstalter wurde dabei auf den 19. Dezember 1918 festgelegt.

### Familie
Borries hatte sich am 17. September 1877 in Berlin mit Elise Werner (1853–1927) verheiratet. Aus der Ehe gingen die Kinder Dorothea (1878–1957), Bodo (1880–1881) und Ruth (1888–1974) hervor.

## Auszeichnungen
- Kronenorden II. Klasse mit Stern[2]
- Komtur I. Klasse des Albrechts-Ordens[2]
- Komtur des Ordens der Heiligen Mauritius und Lazarus[2]
- Komtur des Ordens der Krone von Italien[2]